# Supercoppa di Malta 2018
La Supercoppa di Malta 2018 è stata la 34ª edizione della Supercoppa maltese.
La partita si è disputata a Ta' Qali allo stadio nazionale tra Valletta, vincitore sia del campionato che della coppa, e Balzan, secondo classificato in campionato.
A conquistare il trofeo è stato il Valletta per 2-1, vincendo così il suo dodicesimo titolo.

## Tabellino
| Arbitro: | Trustin Farrugia Cann |

|                                  |           |           |
| Johnson 9’ (aut.) Fontanella 77’ | Marcatori | 36’ Lecão |